# Western Australian Government Railways
Western Australian Government Railways (WAGR) was een spoorwegbedrijf in West-Australië. Het bedrijf was in handen van de West-Australische overheid. Het was actief van 1890 tot 2003. De vrachtactiviteiten werden geprivatiseerd in december 2000. De passagiersactiviteiten werden in juli 2003 bij de Public Transport Authority ondergebracht.

## Geschiedenis

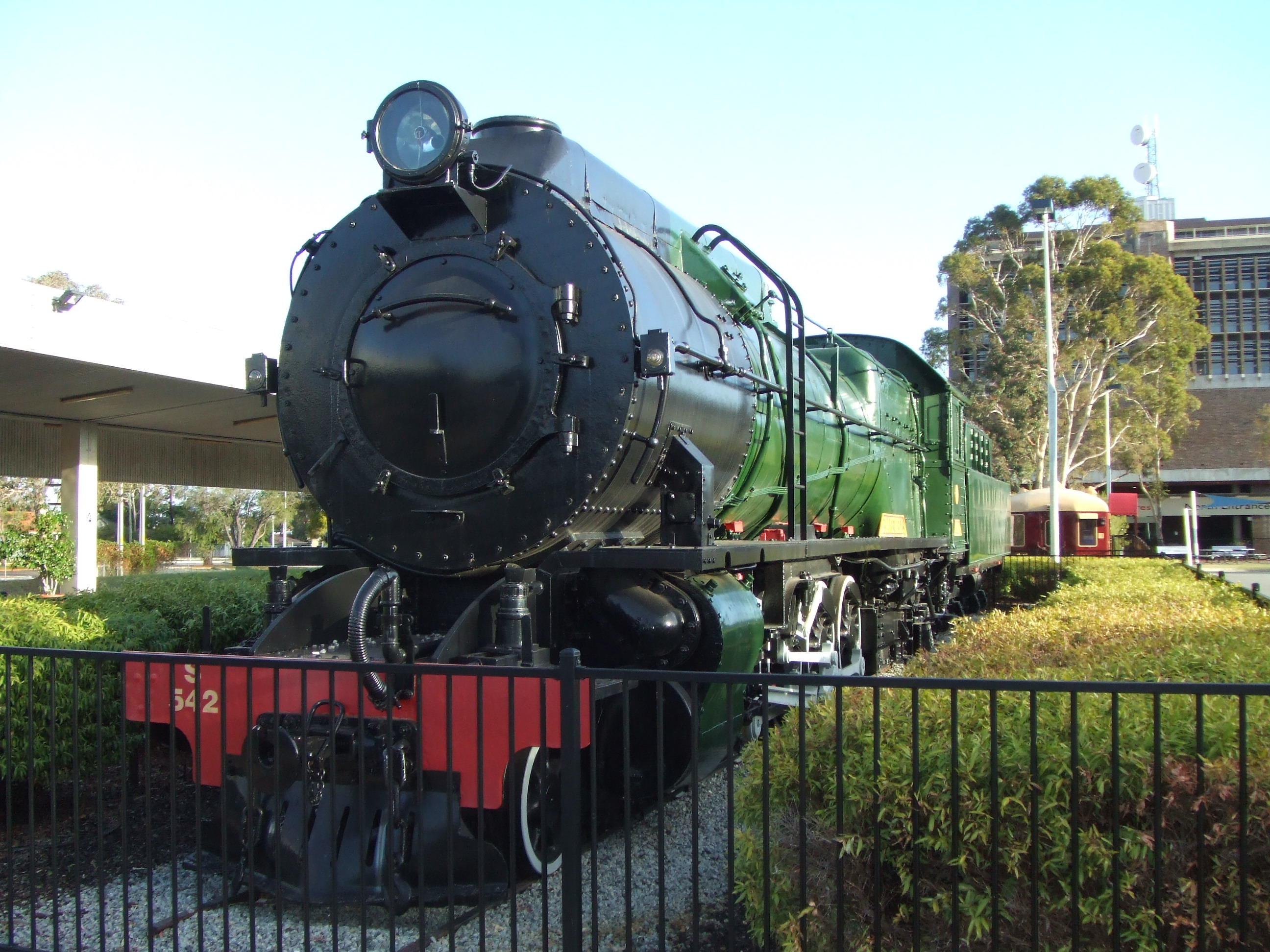
Stoomlocomotief type S542

WAGR opende haar eerste lijn op 26 juli 1879 tussen Geraldton en Northampton. Op 1 maart 1880 opende de Eastern Railway van Fremantle via Perth naar Guildford. Het bedrijf maakte gebruik van smalspoor, met een spoorwijdte van 1067 mm, om de kosten te drukken.
De daaropvolgende decennia werd een omvangrijk spoorwegnetwerk doorheen West-Australië aangelegd, voornamelijk om de regio Wheatbelt te bedienen. Voor de opkomst van het wegverkeer was de spoorweg van levensbelang voor de staat. Ze was nodig om de productie van de land-, bos- en mijnbouw te vervoeren.
In oktober 1917 werd het West-Australische spoorwegnetwerk met de rest van het spoornet op het Australische vasteland verbonden. De Trans-Australian Railway van Commonwealth Railways bereikte toen Kalgoorlie. De Trans-Australian Railway had wel de standaardspoorwijdte van 1435 mm.
De State Transport Co-ordination Act van 1933 maakte het de Transport Co-ordination Board mogelijk om de spoorwegactiviteiten van de jaren 1930 tot in de jaren 1950 te beschermen tegen de concurrentie van het opkomende wegverkeer.
Het spoorwegnetwerk was op z'n grootst in 1937. Er was toen 6.600 kilometer spoorweg in gebruik. De Swan View Tunnel was de enige tunnel in het hele spoorwegnetwerk. Er bestonden enkele geïsoleerde lijnen zoals de lijn Port Hedland – Marble Bar in de regio Pilbara en de lijn Hopetoun - Ravensthorpe aan de zuidkust. In de jaren 1950 waren vele lijnen aan groot onderhoud toe. Het rollend materieel was aan vervanging toe. De verliezen stapelden zich op. In 1956/57 werd afgesproken 1.320 kilometer van het spoorwegnetwerk te sluiten. 275 kilometer spoorweg werd wel nog seizoenmatig geopend.
In de late jaren 1960 werden de Eastern Railway en de Eastern Goldfields Railway van Perth tot Calgoorlie omgespoord om treinen uit de oostelijke staten, samen met de treinen van de Esperance en Menzies lijnen, door te kunnen laten rijden. De secties over de rivier Avon en die ten oosten van Southern Cross kregen een nieuwe bovenbouw. De omschakeling van door stoom aangedreven krachtvoertuigen naar door diesel aangedreven krachtvoertuigen werd voltooid in maart 1972.
Op het einde van de 20e eeuw werden de beperkingen op het wegtransport opgeheven. Daardoor gingen de WAGR en haar opvolgers over van een kleinschalige klantgerichte aanpak naar enkel nog vervoer van bulk over de hoofdlijnen. Vele kleine plaatsen verloren zo hun spoorwegfaciliteiten. In de regio Wheatbelt wordt het graan nog steeds in bulk over de spoorweg vervoerd.

## Benamingen
WAGR veranderde een aantal keer van naam naargelang het activiteiten zoals trams en ferry's opnam of afstootte.
- 1 januari 1880 – 30 september 1890: Department of Works & Railways
- 1 oktober 1890 – 30 juni 1914: Western Australian Government Railways
- 1 juli 1914 – 30 juni 1922: Western Australian Government Railways & Tramways
- 1 juli 1922 – 30 juni 1930: Western Australian Government Railways, Tramways & Electricity Supply
- 1 juli 1930 – 30 juni 1946: Western Australian Government Railways, Tramways, Ferries & Electricity Supply
- 1 juli 1946 – 21 april 1949: Western Australian Government Railways, Tramways & Ferries
- 22 april 1949 – 16 december 2000: Western Australian Government Railways
- 19 september 1975: WAGR nam de handelsnaam Westrail aan
- 17 december 2000: Het vrachtvervoer, de merknaam Westrail en een 49-jarige lease van het spoorwegnetwerk (uitgezonderd het stadsnetwerk van Perth) werden verkocht aan de Australian Railroad Group. Het overheidsbedrijf dat de reizigersdienstverlening verderzette werd hernoemd naar Western Australian Government Railways Commission (WAGRC).
- 1 juli 2003: WAGRC werd opgevolgd door de Public Transport Authority die de reizigersdienstverlening onder de namen Transperth en Transwa voortzet.

## Overnames
WAGR kocht in december 1896 Great Southern Railway op. Midland Railway of Western Australia (MRWA) werd opgekocht in augustus 1964.

## Dienstverlening
WAGR leverde een breed aanbod van diensten tijdens haar bestaan. Naast het gebruikelijke reizigers- en goederenspoorvervoer verzorgde het ook busdiensten en slaaptreinen. WAGR verzorgde ook een kleine elektrische treindienst.

### Treindiensten met een naam

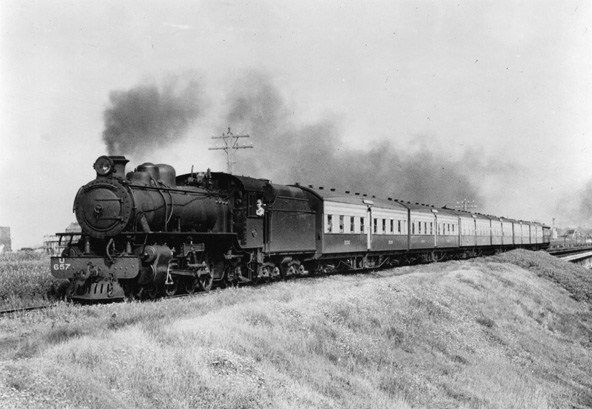
The Australind gesleept door een stoomloc type U657 in 1950

Hoewel sommige reizigerstreinen reeds bijnamen kregen, was het pas in 1938 met de lancering van The Westland dat men de treindiensten een naam begon te geven. In de jaren 1960 kregen treinen namen in een poging het prestige van de trein te verhogen.
| Naam             | Oorsprong  | Bestemming | Aanvang | Einde |
| ---------------- | ---------- | ---------- | ------- | ----- |
| Albany Progress  | Perth      | Albany     | 1961    | 1978  |
| Albany Weekender | Perth      | Albany     | 1964    | 1975  |
| The Australind   | Perth      | Bunbury    | 1947    | ...   |
| Bunbury Belle    | Perth      | Bunbury    | 1964    | 1975  |
| The Shopper      | Perth      | Bunbury    | 1964    | 1975  |
| The Midlander    | Perth      | Geraldton  | 1964    | 1975  |
| The Westland     | Perth      | Kalgoorlie | 1938    | 1969  |
| The Kalgoorlie   | Perth      | Kalgoorlie | 1962    | 1971  |
| The Prospector   | East Perth | Kalgoorlie | 1971    | ...   |
| The Mullewa      | Perth      | Mullewa    | 1961    | 1974  |

### Treindiensten zonder naam
WAGR verzorgde treindiensten vanuit Perth naar vele bestemmingen in West-Australië. In 1935 verzorgde het drieënzestig slaaptreinen per week. Het organiseerde ook lokale reizigerstreinen. Deze werden dikwijls gemengd met goederenwagons. De laatste gemengde treinen reden in 1973.

### Elektrische treindiensten
Tussen mei 1924 en maart 1969 verzorgde State Electricity Commission de enige geëlektrificeerde lijn in West-Australië. Het maakte deel uit van het WAGR-spoorwegnetwerk. De lijn was achthonderd meter lang en lag binnen de East Perth Power Station. De elektrische locomotief die er werd gebruikt om kolenwagons de energiecentrale binnen te rijden, wordt bewaard in het Western Australian Rail Transport Museum in Bassendean. Perths stedelijke spoorwegnetwerk voor reizigersvervoer is in de 21e eeuw volledig geëlektrificeerd. 

### Treindiensten met diesel aangedreven motorrijtuigen

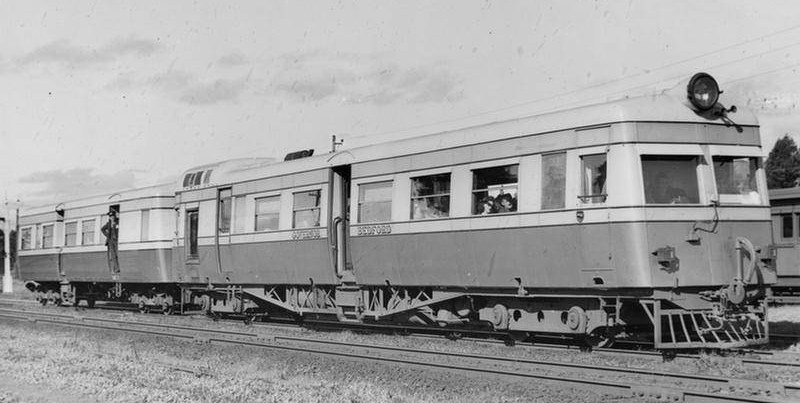
Diesel aangedreven motorrijtuigen van het type Governor

Vanaf 1937 werden diesel aangedreven motorrijtuigen van het type Governor ingezet op de regionale diensten vanuit Perth. De lange afstandsdiensten bleven door locomotieven gesleepte treinen.

### Busdiensten
Toen vanaf de jaren 1940/50 spoorlijnen werden gesloten of reizigersdiensten werden stopgezet, werden er busdiensten ingelegd.
Op 24 november 1941 werd de eerste busdienst ingelegd met een enkele bus tussen Perth en Kojonup via Boddington. Tegen 1949 reden er achtentwintig bussen en tegen 1959 meer dan vijftig. Vanaf 1949 werden er ook bussen ingezet met een tweeledige functie. Ze vervoerden zowel reizigers als goederen. Er werd gebruikgemaakt van bussen van Foden, AEC, Leyland Lion, Hino Motors, Mercedes-Benz O303 en van opleggerbussen.
In de late jaren 1960 werd er met touringcars vanuit Perth naar Geraldton, Meekatharra, Esperance en Albany gereden.

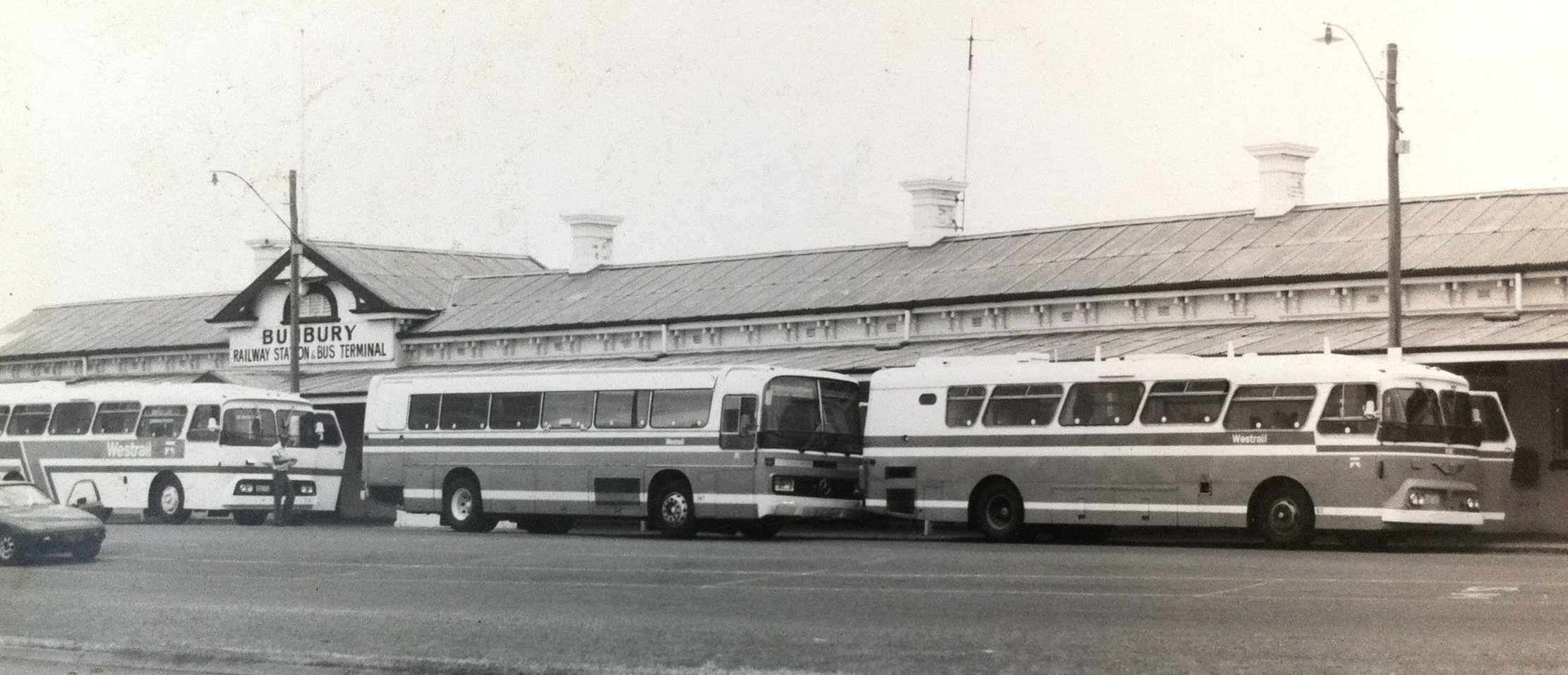
Touringcars voor het station van Bunbury

In de vroege jaren 1970 organiseerde WAGR toeristische busreizen waaronder een seizoenmatige zesdaagse Wildflower Study Tour vanuit Perth, over wegen van en naar Geraldton, door de regio Wheatbelt. Die tour werd in 1948 voor het eerst georganiseerd door Midland Railway of Western Australia. Een andere busreis was de King Karri Scenicruiser die tussen Bunbury en Albany reed langs de dorpen Manjimup, Pemberton, Northcliffe en Walpole. De Albany Progress nachttrein reed toen nog. Men kon op die manier een rondreis maken, per trein van Perth naar Albany, en terug met de bus via Bunbury.
Midden de jaren 1970 kon men aan de busdiensten zien waar de spoorlijnen gesloten waren of waar er geen reizigersdiensten meer aangeboden werden. Een selectie hiervan:
- Albany-Denmark-Nornalup-Walpole
- Perth-Wooroloo-Wundowie-Northam
- Perth-Toodyay-Goomalling-Wubin-Mount Magnet-Meekatharra
- Wagin-Katanning-Pingrup-Jerramungup

### Vrachtvervoer over de weg
Toen er nog beperkingen golden voor goederenvervoer over de weg dat niet door de overheid werd georganiseerd, reed WAGR voorstedelijke baanvrachtdiensten naar Midland, Fremantle, Kewdale en Gosnells.

## Rollend materieel
WAGR maakte gebruik van een unieke vloot stoom-, diesel- en elektrische locomotieven. De meeste stoomlocomotieven werden in het Verenigd Koninkrijk gebouwd. Vanaf 1915 bouwde WAGR enkele stoomlocomotieven in haar Midland Railway Workshops. De eerste diesellocomotieven werden voornamelijk gebouwd door Beyer, Peacock and Company in Engeland, Clyde Engineering in Sydney en English Electric in Brisbane. Later werden de diesellocomotieven geassembleerd in Perth.
De meeste door WAGR gebruikte rijtuigen en wagons werden in haar Midland Railway Workshops vervaardigd. Vanaf de late jaren 1930 maakte WAGR gebruik van diesel aangedreven motorrijtuigen zoals die van het type Governor en het type Wildflower.

## Huisstijlen

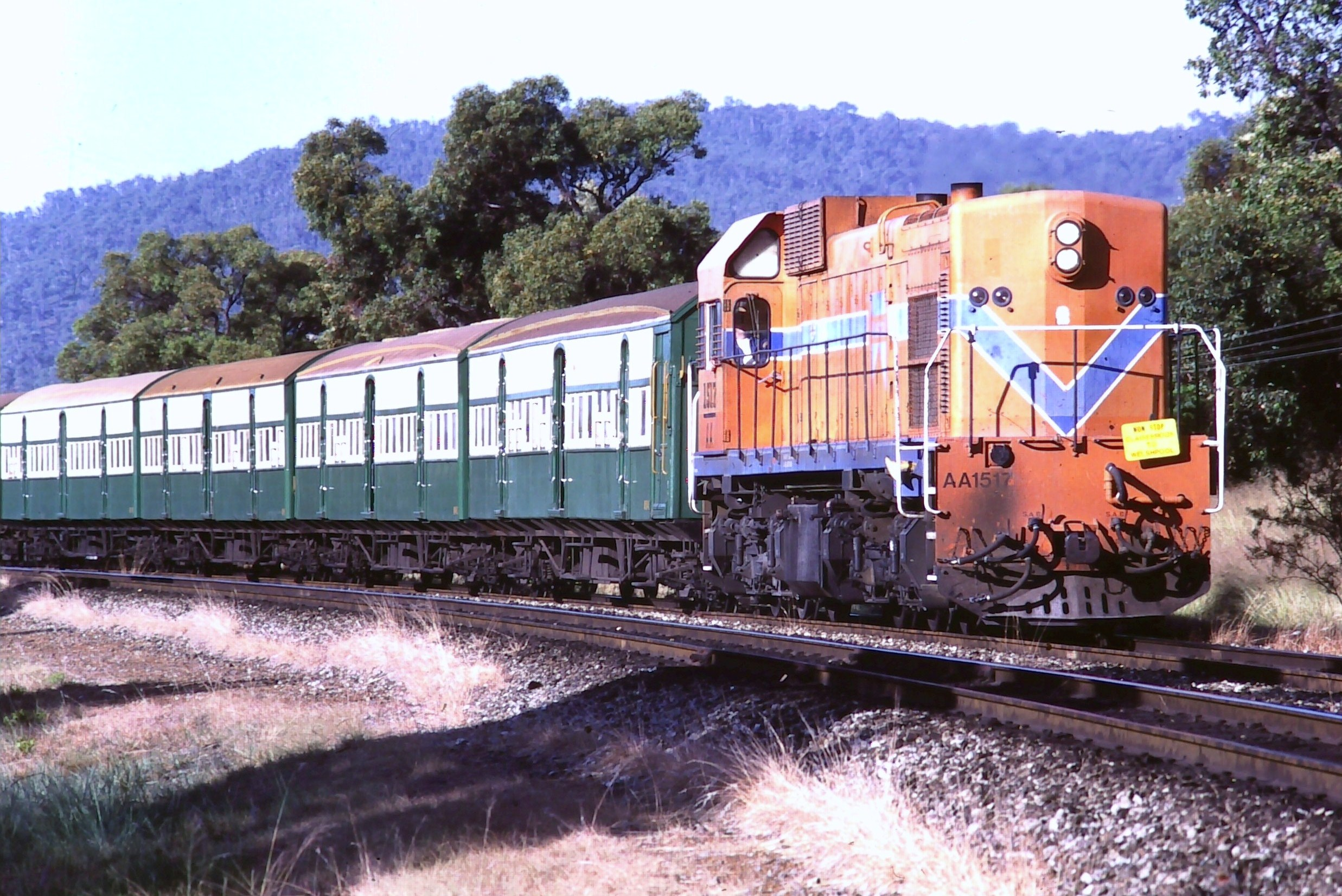
Westrail loc met wagons in WAGR kleuren

Tot 1951 werden de meeste stoomlocomotieven zwart geverfd. Daarna werden de locomotieven die reizigerstreinen sleepten groen geverfd. De eerste diesellocomotieven werden groen geverfd. Later werd er een rode streep toegevoegd. In de late jaren 1960 werd een grijs met lichtblauwe huisstijl ingevoerd. Die laatste werd begin jaren 2000 overgenomen door South Spur Rail Services.
Rijtuigen werden Indisch rood geverfd tot een lariksgroen en roomkleurige huisstijl werd ingevoerd in oktober 1951. Toen The Midlander in 1964 gelanceerd werd, was deze geverfd in kastanjebruin en ivoor. Westrail ging in 1975 van start en koos voor locomotieven in oranje en blauw. In de late jaren 1990 werden die vervangen door geel en blauw.

## Erfgoed
Een aantal voormalige WAGR-locomotieven en ander rollend materieel wordt bewaard. Ook architecturale en spoorweginfrastructuur van WAGR wordt bewaard. Hotham Valley Railway en Rail Heritage WA hebben beide grote collecties. Ook verenigingen van buiten de staat zoals Pichi Richi Railway bewaren stukken.
Sinds de deregulering van de Australische spoorwegmarkt in de jaren 1990 rijdt er ook voormalig rollend materieel van WAGR in de andere staten. Zo wordt de locomotief van het type L door ATN Access, Aurizon en Pacific National in de oostelijke staten ingezet.
- Library of Congress Control Number: n50004837
- Virtual International Authority File: 122518082